# Záhorská kronika
Záhorská kronika (někdy zkracováno na ZK) je vlastivědný časopis z Moravského Záhoří vydávaný od roku 1891 do roku 1950, po 69 letech obnovený a roku 2019 znovu pravidelně vycházející. Jeho zakladatelem je Páter František Přikryl.

## Vytvoření a začátkyZáhorské kroniky
Lipenské Záhoří je kraj rozkládající se od Hranic až k Hostýnským vrchům a je odjakživa typický pro svůj kroj, ornament, tradici, gastronomii, pověst a nářečí. V té době se začínají probouzet záhorští vlastenci, kteří jsou hrdí na svou zem a začínají zkoumat záhorskou tradici a mudrosloví.
Vše začíná příchodem rodilého Moravského Slováka Františka Přikryla, jenž jako kněz nastupuje do Soběchleb a začíná se zajímat o místní kulturu. 
Přikryl se prvně vůbec nezajímal o záhorskou lidovou kulturu a tradici, nýbrž prováděl zde archeologické výzkumy a roku 1890 zde vydal svou první knihu tohoto žánru Svatý Kliment u Osvětiman.
Páterovi se postupně začíná líbit záhořanská rázovitost a tvrdá práce, a tak v zimě chodí na besedy ke stařečkům, aby se dozvěděl, jak se dřív žilo. 
V této době si František Přikryl začíná uvědomovat, že Lipenské Záhoří má v sobě doopravdický poklad. Začíná sbírat lidovou slovesnost a pověsti a roku 1891 v soběchlebské faře založil vlastivědný časopis Záhorská kronika. Uveřejňoval zde své archeologické výzkumy, pohádky a pověsti, lidové tradice a přísloví a postupně do této kroniky začali přispívat i jiní autoři, jako byli Rudolf Kout, Antonín Svěrák, Antonín Sehnal, Antonín Fröhlich, Florian Zepletal, Bohumír Indra či Mikuláš Klapal, ovšem na prvních vydání se podílel pouze sám Páter.

## Články a příspěvky
- Jak bylo řečeno, zprvu se na kronice podílel pouze sám její autor. V říjnu 1908 ovšem zveřejňuje Vojtěch Srba z Partutovic, učenec a znalec plemen slovanských a farář v Partutovicích, své Litevské pohádky, které přeložil ze sbírky Jonase Basanovičiuse. Záhorské pohádky mají velice blízko k litevským a mají podobný žánr[5]
- V březnu roku 1909 vydává Hynek Špunar Pověsti z Pavlovska; první pověst se jmenovala Propadnutá Lhota[6]
- V listopadu 1909 přispívá páter Jan Baďura a jeho první článek se jmenuje Vesničtí osedlí na panství helfštýnském[7]
- V květnu 1910 začíná přispívat děkan v Rapotíně a farář v Paršovicích Antonín Sehnal, jehož první článek v tomto sborníku byl Ze záhorských matrik[8]
- V březnu 1911 přispívá ředitel gymnázia v Kyjově J. Klvaňa, jehož první článek se jmenuje Vzpomínky na bývalé Záhoří
- V září 1925 přispívá Rudolf Kout; jeho článek se jmenuje Zaklínání povětří, ovšem není tak slavný jako jeho Slovník nářečí Lipenského Záhoří, který Kout v Záhorské kronice pravidelně vydával; svůj slovník začíná vydávat v listopadu 1931 a dokončí jej v květnu 1936 pod připomínkou, že nasbíral ještě pár hesel, a že je možná ještě zveřejní, což se však již nestane[9][10]
- Ve stejný rok i ve stejný měsíc jako Rudolf Kout začíná do periodika přispívat Antonín Popp; článek nese jméno Založení dědičného fojtství v Dolních Nětčicích
- Od září 1926 začíná do Záhorské kroniky aktivně přispívat dr. Antonín Glos; jeho prvním článkem je život Františka Brzobohatého[11]
- V září 1926 začíná přispívat Otto Sova a jeho první článek je Z mých národopisných záznamů[12]
- V červnu 1927 přispívá jeden z nejvýznamnějších autorů tohoto periodika, a to Antonín Fröhlich (znám spíše pod pseudonymem Antonín Frel), jehož prvním článkem je Vojenský hřbitov na Lipensku z dob válek napoleonských; Fröhlich hrál v pozdější době pro Záhorskou kroniku ještě důležitější roli[13]

## Témata
V Záhorské kronice byly, jak již bylo řečeno, zprvu zmiňovány Přikrylovy archeologické výzkumy, ale byla tam zmíněna i celá řada jeho známých pohádek, které výrazně obohatily záhorskou kulturu, a které se objevily i ve sbírkách jiných záhorských sběratelů, např. Čarodějnice u Lhoty, Pouť do Frýdku, Had v Javorníku či Laciné pivo v Týně; dále pak psal o venkovských pověrách, příslovích, radách a říkadlech.
Často se v kronice objevovala i témata o jiných životních prostředích. Například byl v kronice popisován život v Haliči, Makedonii či v Islandu. Přikryl často vydával i Gallašova  mudrosloví a jeho práce. 
Do Záhorské kroniky mohl přispěti vlastně kdokoliv, mohl napsat do sborníku svou příhodu, povídku či pověst.
V Záhorské kronice šlo celkově o obohacení záhorské kultury a historie, a tak jeden z nejdůležitějších článků Záhorské kroniky je Slovník lipenského nářečí od Rudolfa Kouta, vydáván od A do Ž v dílech od roku 1931 do let 1936, část hesel posbíral vlastnoručně, druhou část mu posílali čtenáři. Jedná se o skoro jediný lexikon pojednávající o záhorském dialektu (jiný rozsáhlejší slovník je od Aloise Dohnala).  Vyskytovala se v něm slova i v jiných nářečích známá, např.: lebeň – hlava, obušek – sekyrka, čuňa – huba či ščuřiť se – usmívat se; ale i slova v jiných nářečích neznámá, např.: zvoryňať – řvát, dvírca – dveře, puk – pavouk či prča – koza; dnes již nářečí vyhynulo.
Do Záhorské kroniky přispěl Antonín Sehnal svým zkoumáním záhorských matrik, kde mohl vyčíst i zajímavé příběhy lidí. 
Zároveň se do Záhorské kroniky často vkládala témata o šlechticích trávících čas na záhorských hradech a zámcích. Dobrý příklad k tomu je článek Floriana Zapletala o Viktorinovi ze Žerotína, který nechal vystavět zámek Hustopeče nad Bečvou, kde též zemřel. 
Často se v Záhorské kronice vyskytují články napsány pod iniciály, například článek Helfštýn pánů z Ludanic ze září 1939, jehož autorem je F. N., a který byl psán i na pokračování.
Dalším z nejvýznamnějších přispěvatelů byl Antonín Fröhlich. Aktivně se zapojoval do práce na Záhorské kronice a zmiňoval zde plno svých článků například Zapomenutý urbář panství helfštejnského ze 16. století z roku 1939.

## Přikrylova smrt vZáhorské kronice
| „                                                        | Ten den přišel tak, jako všechny jiné. Nezhaslo slunce, ale zemřel člověk. Velké srdce, které jen tlouklo pro svůj národ, zmlklo. | “ |
| — Duben 1940, smrt Františka Přikryla v Záhorské kronice | |   |

Tak zněla slova k rozloučením Františka Přikryla, který předčasně zemřel 4. prosince 1939 ve věku 82 let. Farář totiž velice těžce nesl okupaci Československa fašistickým Německem 15. 3. 1939 a se svým smýšlením se vůbec netajil a ostře kritizoval tehdejší dění, a tak na anonymní udání došlo k prohlídce fary gestapem. Přikryl byl touto nečekanou návštěvou tak nervově rozrušen, že dostal mrtvici.

## Vydání
Záhorská kronika byla vydávána v letech 1891–1911 a 1925–1950 (s přestávkou 1941–1946). František Přikryl vydal tehdy šest svazků. V roce 1911 redigoval ZK paršovický farář P. Antonín Sehnal. Po delší odmlce obnovil periodikum učitel v Dolním Újezdě Antonín Fröhlich (od roku 1946 užíval příjmení Frel). Po druhé světové válce se vydavatelem stala Okresní osvětová rada v Hranicích, ale Antonín Frel zůstal redaktorem. Skrze přičinění Antonína Fröhlicha se ZK stala velice slavným a interesantním periodikem, zasahujícím do veškeré kultury. Dnes hraje tento sborník a zpravodaj velice důležitou roli pro českou vlastivědu.
Záhorská kronika byla zdrojem mnoha autorů, kteří jevili zájem o záhorskou kulturu. Jedním z nich byl dřevohostický učitel Josef David, který roku 1950 založil v Dřevohosticích národopisný kroužek, kde se tančily lidové tance a zpívaly písně, které David čerpal z dostupných materiálů, jako byla třeba Záhorská kronika.
Vydávání oblíbeného historicko-vlastivědného časopisu bylo obnoveno roku 2019. Velké zásluhy na této události měl starosta obce Veselíčka Tomáš Šulák. Od té doby se oblíbený sborník vydává dodnes.